# سفارة إسبانيا في المملكة المتحدة
سفارة إسبانيا في المملكة المتحدة هي أرفع تمثيل دبلوماسي لدولة إسبانيا لدى المملكة المتحدة. تقع السفارة في SW postcode area ‏ وهي تهدف لتعزيز المصالح الإسبانية في المملكة المتحدة.

## وصلات خارجية
- قائمة سفارات إسبانيا
- قائمة السفارات في المملكة المتحدة